# Schweitzer (tramhalte)
Schweitzer is een tram- en bushalte van de Brusselse vervoersmaatschappij MIVB, gelegen in de gemeente Sint-Agatha-Berchem. Het is het middelpunt van Sint-Agatha-Berchem en ook het drukste kruispunt van Sint-Agatha-Berchem. Op het Schweitzerplein wordt meestal de kermis van Sint-Agatha-Berchem gehouden. Het Schweitzerplein is het bekendste plein van Sint-Agatha-Berchem. Vandaar dat de tramhalte ook zijn naam heeft gekregen.

## Plaatsen en straten in de omgeving
- De kerk van Sint-Agatha-Berchem
- De Gentsesteenweg, de Kerkstraat en de Koning Albertlaan
- Het Schweitzerplein